# Erwin Bischofberger
Erwin Bischofberger SJ (* 1. Mai 1936 in Rebstein, Kanton St. Gallen; † 5. Dezember 2012 in Stockholm) war ein aus der Schweiz stammender schwedischer Jesuit und Medizinethiker.

## Leben
Bischofberger wuchs im St. Galler Rheintal auf. Er empfing am 19. März 1961 in der Kathedrale St. Eugenia in Stockholm die Priesterweihe und war sechs Jahre als Kaplan in Göteborg tätig. Am 7. Januar 1968 trat er der Ordensgemeinschaft der Jesuiten bei und wurde 1974 an der Philosophisch-Theologischen Hochschule Sankt Georgen in Frankfurt am Main mit der Arbeit Die sittlichen Voraussetzungen des Glaubens. Zur Fundamentalethik John Henry Newmans zum Dr. theol. promoviert.
Seit 1973 wirkte er als Professor für Medizinethik am Karolinska-Institut, einer medizinischen Universität im schwedischen Solna bei Stockholm, sowie am jesuitischen Newmaninstitut, einer wissenschaftlichen Hochschule mit Sitz in Uppsala. Bischofberger war 15 Jahre lang Mitglied des Schwedischen nationalen Ethikrates.
Ab war seit 1983 als Priester an St. Eugenia in Stockholm engagiert. Von 1985 bis 1996 lebte er in der Jesuitenkommunität in Uppsala, anschließend in derjenigen Stockholms.
Bischofberger veröffentlichte zahlreiche Aufsätze, Schriften und Bücher. Er schrieb unter anderem für die Zeitschrift Signum.

## Schriften
- (Mitarbeit): Experiment einer Wohlfahrtsgesellschaft: das Modell Schweden, 1974, ISBN 3-7867-0487-2.
- Die sittlichen Voraussetzungen des Glaubens. Zur Fundamentalethik John Henry Newmans, 1974, ISBN 3-7867-0443-0; zugl. Diss. Philos. Theol. Hochsch. Sankt Georgen, 1974.
- Trons mysterium: teologiska reflexioner kring nattvarden, 1981.
- Guds födelse i människan: om mystik och inre bön i kristen tradition, 1986.
- Människan inför livsfrågorna: en studiebok i etik, 1989.
- Människovärdet vid livets gränser: etiska riktmärken för livsvetenskaperna och sjukvården, 1992.
- Etik i tandvården, 1998.
- Kroppens etik, 2002.
- För att världen skall leva, 2004.
- Barnet i vården, 2004.
- Katolska kyrkan i fickformat, 2007.
- Den svårlösta konflikten – om den ofödda människan, 2009.